# Хелертаун (Пенсилванија)
Хелертаун (енгл. Hellertown) град је у америчкој савезној држави Пенсилванија.

## Демографија
По попису из 2010. године број становника је 5.898, што је 292 (5,2%) становника више него 2000. године.
| Група             | 2000.         | 2010.         |
| Белци             | 5.412 (96,5%) | 5.460 (92,6%) |
| Афроамериканци    | 17 (0,3%)     | 75 (1,3%)     |
| Азијати           | 11 (0,2%)     | 47 (0,8%)     |
| Хиспаноамериканци | 139 (2,5%)    | 266 (4,5%)    |
| Укупно            | 5.606         | 5.898         |